# Помираючий денді
Помираючий денді — картина Нільса Дардела, написана у 1918 році, є частиною колекції музею сучасного мистецтва у Стокгольмі.

## Опис
«Помираючий денді» Нільса Дардела характеризується використанням інтенсивних кольорів і хвилястих форм. Техніка відзначена впливом Матісса.
Хоча денді і лежить на смертному одрі, вмираючий не дивиться на небо, натомість тримає у руці дзеркало. Чоловіка оточують скорботники. Один з них — чоловік у фіолетовому піджаку — плаче в хустинку та відвертається від помираючого. Натомість, погляди трьох жінок прикуті до головного героя картини.

Зміст почорнілого дзеркала — неоднозначний, а назва наштовхує на думку про те, що у свої останні моменти життя людина піклується про зовнішній вигляд. Це може бути пародією на цілий жанр посмертних портретів. У ранній версії картини денді тримає віяло, і його очі цілковито заплющені. Дардел вже зображував смерть на своїх картинах — Похорон у Сенлісі (1913) зображує катафалк та траурну процесію.

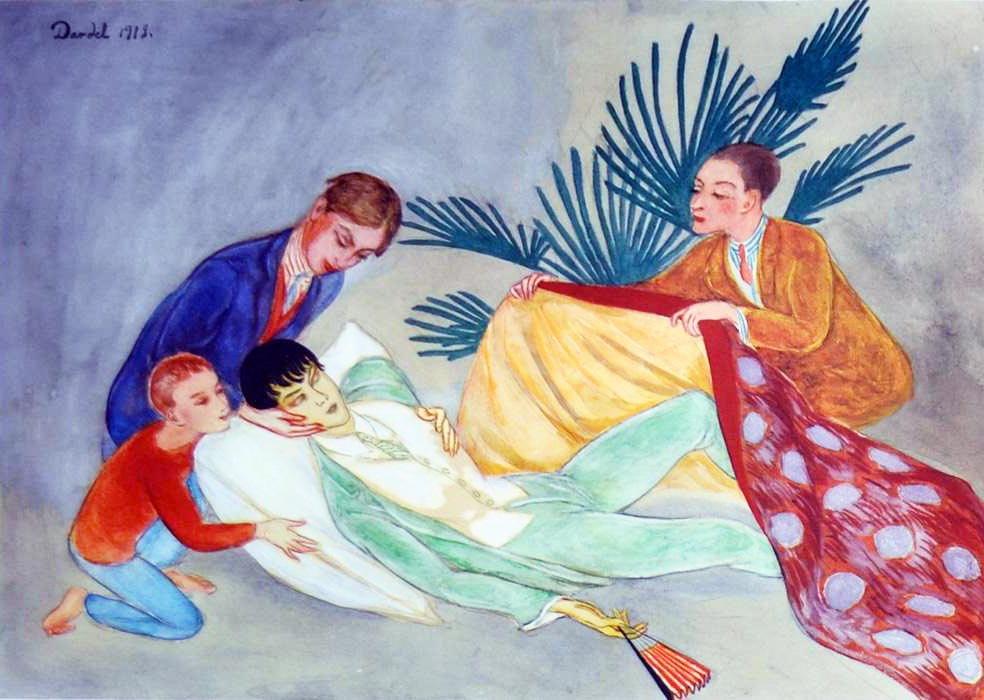
Рання версія, 1918
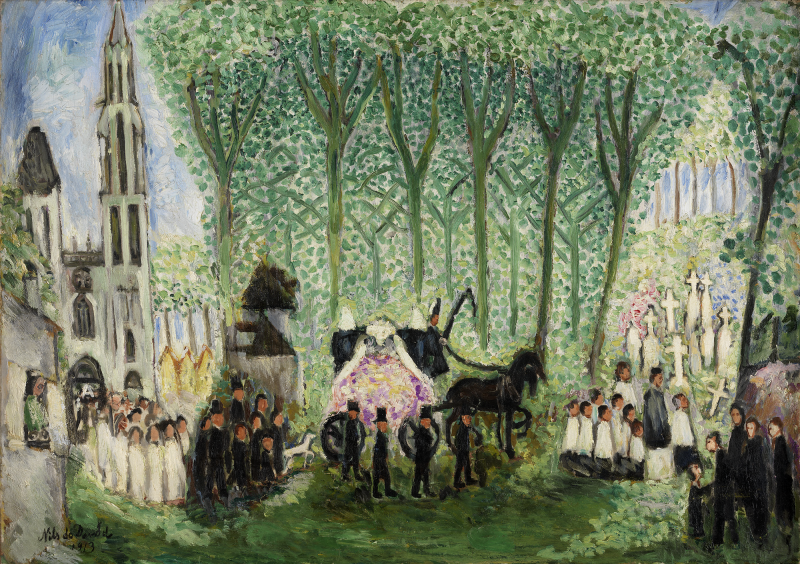
Похорон у Сенлісі, 1913

## Історія
У 1984 році картину було продано на аукціоні. Тоді «Помираючого денді» оголосили одним з найцінніших творів мистецтва Швеції. Висока ціна фінансиста Фредріка Рооса визнавалася симптомом капіталістичного арт-ринку.
3,4 млн крон стали рекордними для шведського мистецтва. За чотири роки, у 1988, Роос продав картину за 13 мільйонів доларів фінансисту Хансу Туліну. Згодом картина опинилися у руках ще одного фінансиста, Томаса Фішера (Тулін оголосив про банкрутство у 1991 році). Станом на 2016 рік, «Помираючий денді» належить музею сучасного мистецтва.